# Tequesquite
El tequesquite, tequexquite o tequixquitl (del náhuatl tetl, ‘piedra’; quixquitl, ‘brotante’, ‘Piedra que sale por sí sola, eflorescente’) es una sal mineral natural, utilizada en México desde tiempos prehispánicos principalmente como sazonador de alimentos.
Químicamente es una roca alcalina compuesta por diversos minerales, que cambia su proporción de acuerdo al lugar de donde se obtenga. Está compuesto principalmente por bicarbonato de sodio, y sal común (cloruro de sodio), pero también contiene carbonato de potasio, sulfato de sodio y arcilla. Su apariencia es la de sal común de mesa en grano grueso, pero con un color grisáceo.
Se clasifica en cuatro tipos: espumilla, confitillo, cascarilla y polvillo. Los primeros dos, que son las más valoradas, se obtienen de la recesión de las aguas, y las otras dos de eflorescencias naturales. Estas últimas tienen más tierra y son más sucias, por lo que se prefieren las otras dos.
En la industria también es usada como saponificador de grasas, para fabricar jabón y para preparar lienzos.
Algunas localidades en México donde se encuentra tequesquite son el lago de Texcoco, Tequixquiac y Tequexquinahuac en el estado de México, la Laguna de Tequesquitengo en el estado de Morelos, Nopalucan y Tequexquitla, en el estado de Tlaxcala, Tequisquiapan, en el estado de Querétaro, Tequesquite, en el estado de Jalisco, laguna de Totolcingo en el estado de Puebla y La Salada, en el estado de Zacatecas. Algunos de estos lugares originan su nombre en la palabra tequesquite.
A veces se confunde al tequesquite con la sal nitro, pero su composición química es totalmente distinta.

## Historia
En la época de los aztecas, se obtenía del lago de Texcoco, especialmente en la época de sequía. Este lago es de agua salada, y cuando el nivel de las aguas del lago bajaba o retrocedían, al evaporarse el agua quedaba como sedimento en algunos pozos la sal del tequesquite. También se encontraba como formación natural eflorescente, que salía del suelo por capilaridad. Otro lugar abundante en sales era la población de Iztapalapa, que también comerciaban con la sal. Cabe anotar que para los aztecas, la sal era un lujo, así que las clases bajas usaban tequesquite en sus guisos.
Actualmente, es posible comprarla en los mercados de algunas localidades de México, pues es un ingrediente aún utilizado en varios platillos. Sin embargo, es posible sustituirlo por bicarbonato de sodio y sal de mesa, aunque la tradición dicta que el sabor del tequesquite no puede ser sustituido.

## En la alimentación
El tequesquite tiene diversos usos como ingrediente de platillos típicos mexicanos. Principalmente se usa en los productos hechos de maíz, como por ejemplo los tamales, pues acentúa su sabor. Los elotes y esquites normalmente se hierven con él. También se usa para cocinar nopales y otras verduras, ya que conserva su color verde brillante, para suavizar el guisado de fríjoles secos, y como ablandador de carne, de forma similar al bicarbonato de sodio.
Es posible usarlo como levadura. Para prepararla se hierve la cáscara de diez tomates verdes con una piedra de tequesquite en una taza de agua. Una vez que la piedra se ha disuelto y el agua ha hervido se retira del fuego y se deja reposar. Cuando está fría se cuela y se adiciona a la masa.
Otra receta indica el mismo procedimiento, pero usando 15 gramos de tequesquite, 15 cáscaras de tomates verdes y 1/4 l de agua. También puede usarse como levadante al tequesquite solo, las cáscaras solas o una combinación de ambos, lo cual hace el efecto de la levadura aún mayor.
También se puede fabricar vinagre con él, adicionándoselo al pulque y calentándolo pero sin que hierva. Después, se deja fermentar por dos o tres días. Dependiendo de su calidad, es decir de la cantidad de tierra que contenga, es necesario o no colarlo después de hervir en agua.
También se usa en la elaboración del color azul cobalto y del naranja que se emplea para decorar piezas artesanales, en especial en la talavera poblana.